# 고미희
고미희(高美嬉, 1963년 8월 5일 ~ )은 대한민국의 제10·11대 전라북도 전주시의원이다.

## 학력
- 1987.03 ~ 1991.02 5년제 한국방송통신대학교 경영학과 학사 졸업

### 비학위 수료
- 2009 ~ 전주대학교 문화산업대학원 경영학과 석사 졸업

## 경력
- 전주시 사립유치원 연합회 부회장
- 2014.07 ~ 2018.06 제10대 전라북도 전주시의회 의원
- 2014.07 ~ 2016.07 제10대 전라북도 전주시의회 전반기 도시건설위원회 위원
- 2014.07 ~ 2016.07 제10대 전라북도 전주시의회 전반기 예산결산특별위원회 부위원장
- 2016.07 ~ 2018.06 제10대 전라북도 전주시의회 후반기 의회운영위원회 위원
- 2016.07 ~ 2018.06 제10대 전라북도 전주시의회 후반기 예산결산특별위원회 부위원장
- 2016.07 ~ 2018.06 제10대 전라북도 전주시의회 후반기 도시건설위원회 부위원장
- 2018.07 ~ 2019.03 제11대 전라북도 전주시의회 의원
- 2018.07 ~ 2019.03 제11대 전라북도 전주시의회 전반기 복지환경위원회 위원장

## 공직선거법 위반
태양광 가로등 설치사업에 편성해 주는 대가로 업체 관계자로부터 50만 원을 받는 등 모두 2차례에 걸쳐 총 500만 원을 받은 혐의로 기소되어 2심에서 징역 6월에 집행유예 2년, 벌금 1천만 원을 선고한 원심이 2019년 3월 14일 대법원에서 확정되었다.

## 역대 선거 결과
|  | 62.31% |

|  | 26.95% |